# Afrosydne lupias
Afrosydne lupias är en insektsart som beskrevs av Ronald Gordon Fennah 1969. Afrosydne lupias ingår i släktet Afrosydne och familjen sporrstritar. Inga underarter finns listade i Catalogue of Life.